# Горња Врба
Горња Врба је насељено место и седиште општине у Бродско-посавској жупанији, Република Хрватска.

## Историја
До територијалне реорганизације у Хрватској налазила се у саставу бивше велике општине Славонски Брод.

## Становништво
На попису становништва 2011. године, општина Горња Врба је имала 2.512 становника, од чега у самој Горњој Врби 1.913.

## Попис1991.
На попису становништва 1991. године, насељено место Горња Врба је имало 1.264 становника, следећег националног састава:
| Попис 1991.‍   | Попис 1991.‍  | Попис 1991.‍ | Попис 1991.‍ | Попис 1991.‍ |
| ------------- | ------------ | ----------- | ----------- | ----------- |
|               |              |             |             |             |
| Хрвати        | Хрвати       |             | 1.207       | 95,49%      |
| Југословени   | Југословени  |             | 11          | 0,87%       |
| Срби          | Срби         |             | 8           | 0,63%       |
| Албанци       | Албанци      |             | 5           | 0,39%       |
| Македонци     | Македонци    |             | 1           | 0,07%       |
| неопредељени  | неопредељени |             | 5           | 0,39%       |
| регион. опр.  | регион. опр. |             | 1           | 0,07%       |
| непознато     | непознато    |             | 26          | 2,05%       |
| укупно: 1.264 |              |             |             |             |